# Летняя экологическая школа
Летняя экологическая школа (ЛЭШ) — некоммерческая летняя школа для учеников 6—11 классов. Проходит ежегодно в июле и августе. Школа представлена пятью отделениями: биологическое, физическое, математическое, гуманитарное, медицинское.

## История
Летняя экологическая школа основана Игорем Окштейном и Оксаной Буковецкой в результате разделения команды химико-математической школы «Химера». Первая Летняя экологическая школа прошла в 1990 году в деревне Фенёво Псковской области.
Изначально в школе было только биологическое отделение. В 1997 году антрополог Александра Архипова основала гуманитарное отделение. В 2000 году появились физическое и медицинское отделения, в 2002 — математическое.
В отдельные годы существовали отделения полевой биологии, социальных наук и психологии.
В 2003 году от школы отделилась Летняя школа «Исследователь».
С 2004 по 2017 годы ЛЭШ проводилась совместно с московской школой «Интеллектуал». Ранее школа сотрудничала с Центральной станцией юных натуралистов и Московской станцией юных натуралистов.

## Обвинение в систематических сексуальных злоупотреблениях и домогательствах
Журналистка Настя Красильникова в 2022 году провела расследование и выпустила подкаст о сексуальных злоупотреблениях и домогательствах кураторов и преподавателей к несовершеннолетним ученицам и ученикам на школе, имевших место вплоть до 2016 года. Красильникова утверждает, что собрала множество доказательств и подавать против неё иск в суд будет невыгодно для обвиняемых.

## Организация

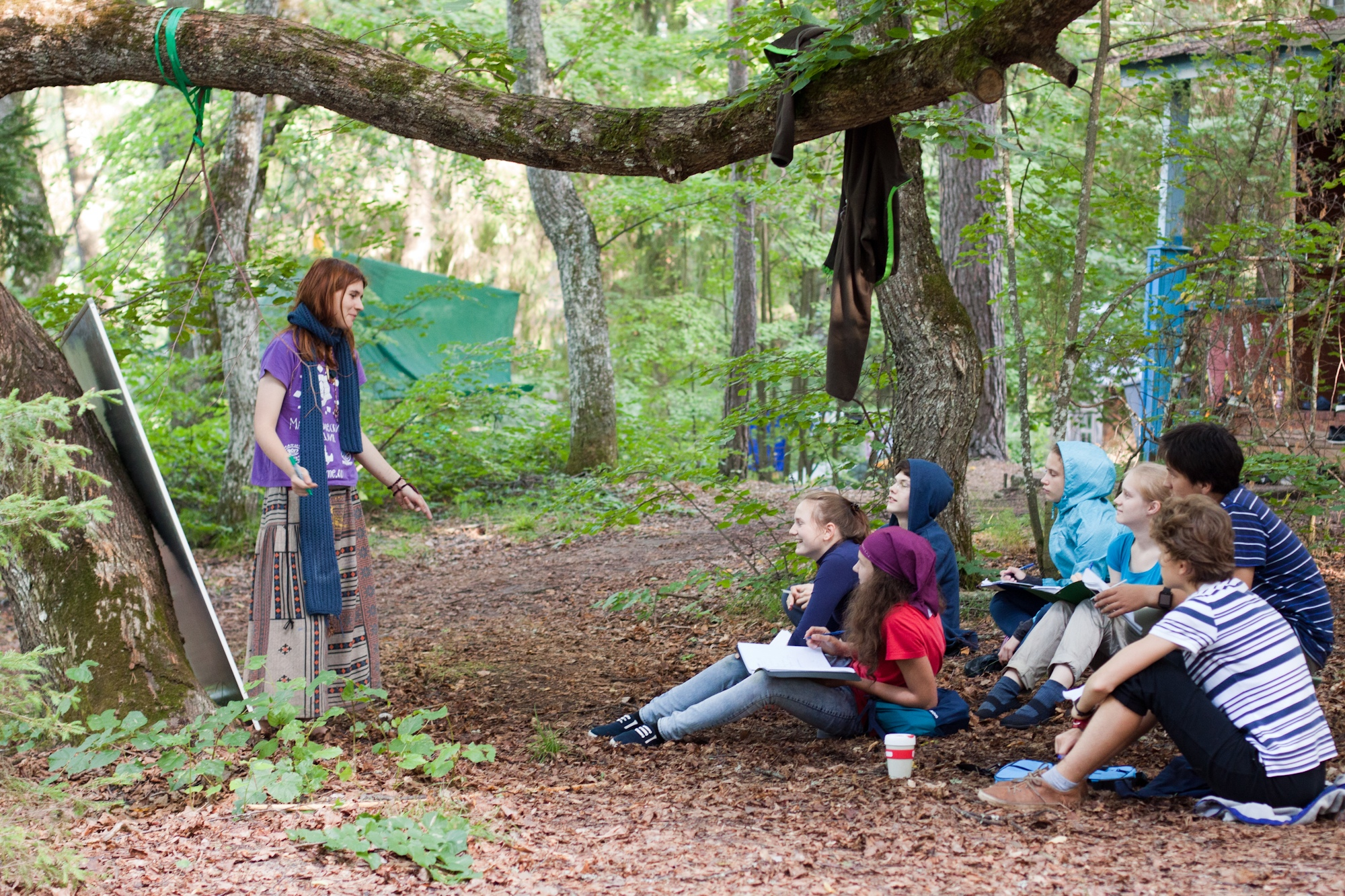
Занятия часто проходят в полевых условиях.

Школа проходит на базе деревенских школ, туристических центров или биостанций. Участники живут в палатках или помещениях. Учёба разделена на циклы по пять учебных дней и один зачётно-выходной. Школьники приглашаются по собеседованиям или результатам сдачи зачётов на предыдущих школах.
Формат учёбы напоминает университет: расписание состоит из полуторачасовых лекций, школьники сами выбирают курсы, есть научные, спортивные и танцевальные факультативы.
На школе преподают студенты, преподаватели МГУ, популяризаторы науки (Светлана Бурлак, Михаил Никитин, Сергей Ястребов, Полина Лосева).
Ежегодно проводят спектакли, турнир по «Что? Где? Когда?». В 2018 году на школе поставили мюзикл «Павлик Морозов — суперзвезда».

## Зимняя и весенняя школы
Кроме летней, проводятся также весенняя (последняя неделя марта и начало апреля) и зимняя (первая неделя января) школы. Учебная программа и распорядок дня аналогичен. Обе школы в последние годы проходят на базе общежития МГУ в наукограде Пущино.